# Les Ollières-sur-Eyrieux
Les Ollières-sur-Eyrieux ist eine französische Gemeinde mit 1020 Einwohnern (Stand 1. Januar 2022) im Département Ardèche in der Region Auvergne-Rhône-Alpes.

## Geographie
Die Gemeinde Les Ollières-sur-Eyrieux im östlichen Teil des Zentralmassivs in den Gebirgszügen der Cevennen. Das Dorf liegt am Oberlauf des Flusses Eyrieux, einem rechten Nebenfluss der Rhône.

## Persönlichkeiten
- Auguste-Fernand Leynaud (1865–1953), römisch-katholischer Geistlicher, Erzbischof von Algier 1917–1953
- Angèle Hug (* 2000), Kanutin